# Balboa (kommunhuvudort)
Balboa är en kommunhuvudort i Spanien.   Den ligger i provinsen Provincia de León och regionen Kastilien och Leon, i den nordvästra delen av landet, 400 km nordväst om huvudstaden Madrid. Balboa ligger 693 meter över havet och antalet invånare är 395.
Terrängen runt Balboa är huvudsakligen kuperad, men norrut är den bergig. Balboa ligger nere i en dal. Runt Balboa är det mycket glesbefolkat, med 7 invånare per kvadratkilometer. Närmaste större samhälle är Villafranca del Bierzo, 14,4 km sydost om Balboa. I omgivningarna runt Balboa växer i huvudsak blandskog.